# 飯島三智
飯島三智（日语：／ Iijima Michi ?，1958年2月20日—）是日本一名女性企業家、演藝經紀人。她是Culen公司的創辦人兼代表董事，也曾是傑尼斯夢想公司的前代表董事。 傑尼斯事務所曾屬偶像男子組合SMAP的負責經紀人。

## 個人簡歷
傑尼斯事務所建立初期，在與事務所關係密切的酒井政利推薦下，飯島三智加入傑尼斯事務所。
SMAP剛出道的時候，飯島三智正在事務所從事文案工作。 大學剛畢業的飯島三智剛好經歷了SMAP的出道籌備工作，因此萌生了成為演藝經紀人的想法。 成為SMAP經紀人后，SMAP正經歷著早期唱片滯銷的尷尬局面。而飯島三智帶領著SMAP在綜藝節目領域里開創了一個新局面，彼此都在此獲得了成長。此後，飯島三智擔任SMAP的經紀人長達二十餘年，將SMAP帶入到“國民團體”的地步。
2011年，飯島三智接手從NEWS中退隊的山下智久。並在後來的一段時間里，接連成為山下智久、Kis-My-Ft2等人的經紀人。
除了擔任藝人經紀人之外，她還被強尼·喜多川授權製作有關傑尼斯事務所旗下藝人出演的電視節目（辭職前，主要負責Sexy Zone、A.B.C-Z和小傑尼斯等人的節目）。
2011年，應時任中華人民共和國國務院總理溫家寶邀請，前往中國北京舉辦演唱會的SMAP在人民大會堂會見了中國對日外交負責人唐家璇，陪同者包含飯島三智和瑪麗·喜多川。
2016年1月12日，飯島三智辭去傑尼斯夢想公司董事職務。 同月中旬，飯島三智從傑尼斯事務所離職。 隨後傳出的SMAP解散風波相信與飯島三智離職有很直接的關係。
從傑尼斯事務所離職之後，7月25日出街的《週刊現代》對她進行了臨時採訪。在問及飯島三智日後工作安排時，她回答道“沒有任何安排，特別是娛樂方面的相關工作”，“（我）目前只想過普通的生活。平靜地生活一段時間”。
2016年12月21日，飯島三智前往一家與LAOX公司有關的公司出任代表董事。
2017年9月22日，原SMAP成員稲垣吾郎、草彅剛和香取慎吾與傑尼斯事務所不再續約，之後成為飯島三智新公司CULEN的簽約藝人。。

## 能力評價
在SMAP出道的時候，光GENJI所造成的偶像熱潮已經消退。日本娛樂圈在此時已經進入所謂的“偶像冰河期（アイドル氷河期）”，此時傑尼斯事務所已經沒有SMAP的前輩藝人在唱片銷售時擁有較高的預購。SMAP的唱片自然也是滯銷，因而在銷售宣傳期就被傑尼斯事務所所放棄，甚至連一個經紀人都沒有幫他們安排。
飯島三智在接手SMAP的經紀事務之後，將工作的突破點放在綜藝節目上，并幫助SMAP獲得在富士電視台綜藝節目《夢MORI MORI》（由森脇健兒、森口博子主持）的固定出演機會。 在隨後的《SMAP×SMAP》等綜藝節目中，SMAP會表演各種搞笑性質的新潮短劇，同時節目中的遊戲環節也經過創新設計。 針對SMAP推廣的新機制幫助傑尼斯事務所所屬的偶像們開拓了新的市場，重新定義了偶像的概念。
在SMAP之前的偶像組合當中，只有特定成員才會獲得成功。 SMAP不會單獨推廣某個特定成員，而是每個成員都有自己的特色，在團隊中都有受到粉絲和觀眾所肯定的特點。
傑尼斯事務所旗下偶像藝人的演藝生命一般是三年到五年，25歲之後就會開始走下坡。但是經過飯島三智和SMAP的開拓，傑尼斯事務所的偶像藝人可以轉行進入綜藝節目或偶像劇中發展。因為可選的發展途徑變多，等於延長偶像的生存週期。在2016年年底SMAP解散前，他們以偶像組合之身已經生存了28年（不含未正式出道前）。
根據創意總監佐藤可士和與多田琢等多家廣告公司內部人士透露，任何與SMAP相關的設計都會受到飯島三智嚴格監管。她要求SMAP參與拍攝的廣告必須與最好的藝術家合作，體現出最好最新的創意。因此對於廣告公司來說，SMAP的任何一個設計都是全新的挑戰。
由於飯島三智與瑪麗·喜多川的衝突，國分太一已經獲得傑尼斯事務所的默許而公佈婚訊，打破事務所“一個偶像團體中只能有一人結婚”的慣例。 由於國分太一的破例，勢必導致事務所內其他組合的適齡男偶像結婚潮。在SMAP解散後，傑尼斯事務所其他偶像團體的醜聞陸續流出，由此也可以看出飯島三智對於輿論的控制力，以及她在公司內的管理能力。

## 電影製作

### 製片人
- 《無名的戀歌（日语：BALLAD 名もなき恋のうた）》（2009年）
- 《我與妻子的1778個故事》（2011年）
- 《麻吉妖怪島》（2011年）
- 《烏龍派出所 THE MOVIE 封鎖勝鬨橋！》（2011年）
- 《私立馬鹿蘭高校電影版》（2012年）
- 《愛犬正雄向前衝！》（2012年）
- 《任俠看護（日语：任侠ヘルパー）》（2012年）
- 《中學生圓山（日语：中学生円山）》（2013年）
- 《櫻，重逢的加奈子（日语：桜、ふたたびの加奈子）》（2013年）
- 《BAD BOYS J電影版－最后的守护－》（2013年）
- 《ATARU電影版 THE FIRST LOVE & THE LAST KILL》（2013年）
- 《假面教師電影版》（2014年）
- 《近距離戀愛電影版》（2014年）
- 《雨樹之國》（2015年）

#### 執行製片
- 《宇宙戰艦大和號》（2010年）

#### 製片主任
- 《HERO》（2015年）

### 監製
- 《HERO》（2007年）
- 《西遊記（日语：西遊記 (2007年の映画)）》（2007年）

### 策劃人
- 《山的那邊，德市之戀（日语：山のあなた〜徳市の恋〜）》（2008年）
- 《雪王子：禁戀的旋律（日语：スノープリンス 禁じられた恋のメロディ）》（2009年）
- 《最後的座頭市（日语：座頭市 THE LAST）》（2010年）

## 音樂製作

### 製作人
- 《KIS-MY-WORLD（日语：KIS-MY-WORLD）》（2015年）－Kis-My-Ft2

## 外部連結
- 飯島三智在互联网电影资料库（IMDb）上的資料（英文）